# 卜德
德克·博德（英语：Derk Bodde，1909年3月9日—2003年11月3日），汉名卜德，20世纪著名美国汉学家及中国历史学家。卜德在中国法律制度史编撰方面做出了开创性的工作。
卜德是宾夕法尼亚大学汉学荣誉退休教授及美国东方学会前主席（1968-69）。
1930年，卜德获得哈佛大学本科学位。他花了6年（1931-1937年），作为研究员从事汉学的研究。1938年，他获得了莱顿大学汉学博士学位。1948年，福布莱特计划项目创立。卜德成为首位接受一年奖学金的美国人，在北京（原名北平）从事研究。

## 荣誉
- 亚洲研究协会（AAS），1985年亚洲研究杰出贡献奖[1]